# Patrick Dewael
Pour les articles homonymes, voir Dewael.
Patrick Dewael (né le 13 octobre 1955 à Lierre) est un avocat, homme politique belge, membre du parti libéral flamand VLD. Il a été  notamment ministre et vice-premier ministre du gouvernement fédéral belge, ministre-président de la Région flamande et président de la Chambre des représentants.

## Biographie
Patrick Ivonne Hugo Dewael, né le 13 octobre 1955 à Lierre, est le fils de Valère Dewael, commissaire d'arrondissement, et d'Elza Vanderpoorten. Il est le petit-fils d'Arthur Vanderpoorten et le neveu d'Herman Vanderpoorten qui ont été tous deux ministres. Il a été marié avec Marleen Van Doren et a trois enfants.
Il obtient une licence en droit en 1977 et en notariat en 1978 à la Vrije Universiteit Brussel (VUB), université néerlandophone de Bruxelles. Il exerce la profession d'avocat de 1977 à 198] et est attaché au cabinet d'Herman Vanderpoorten, ministre de la Justice en 1980. Il se lance ensuite dans une carrière politique au niveau belge et au niveau flamand.

### Carrière politique
- 1981-1982 : Vice-président du PVV (futur VLD)
- 1981-1985 : Secrétaire général du PVV
- 1982-1994 : Conseiller communal à Tongres
- 1985-1992 : Ministre de la Culture à la Communauté flamande
- 1985-1995 : Député fédéral de l'arrondissement de Tongres-Maaseik
- 1992-1999 : Président du groupe VLD à la Chambre
- 1999-2003 : Ministre-Président du gouvernement flamand
- 1995-2024 : Bourgmestre de Tongres (empêché 1999-2024)
- 1999-2024 : Conseiller communal à Tongres
- 2003-2024 : Député fédéral de l'arrondissement du Limbourg
- 2003-2007 : Vice-Premier Ministre et Ministre de l'Intérieur
- 2007-2008 : Ministre de l'Intérieur
- 2008-2008 : Vice-Premier Ministre
- 2008-2010 : Président de la Chambre
- 2014-2014 : Président de la Chambre
- 2019-2020 : Président de la Chambre

## Décorations
- Grand officier de l'ordre de Léopold.
- Grand-croix de l'ordre de Léopold II[2].

## Publications
- 1991 : De warme hand. Cultuur maakt het verschil
- 2001 : Vooruitzien - Ideeën over een kleurrijk Vlaanderen
- 2001 : Wederzijds respect. De gevaren van het Blok
- 2002 : Het Vlaams Manifest. Meer ruimte voor regio's
- 2007 : Eelt op mijn ziel